# James Alexander Stevenson

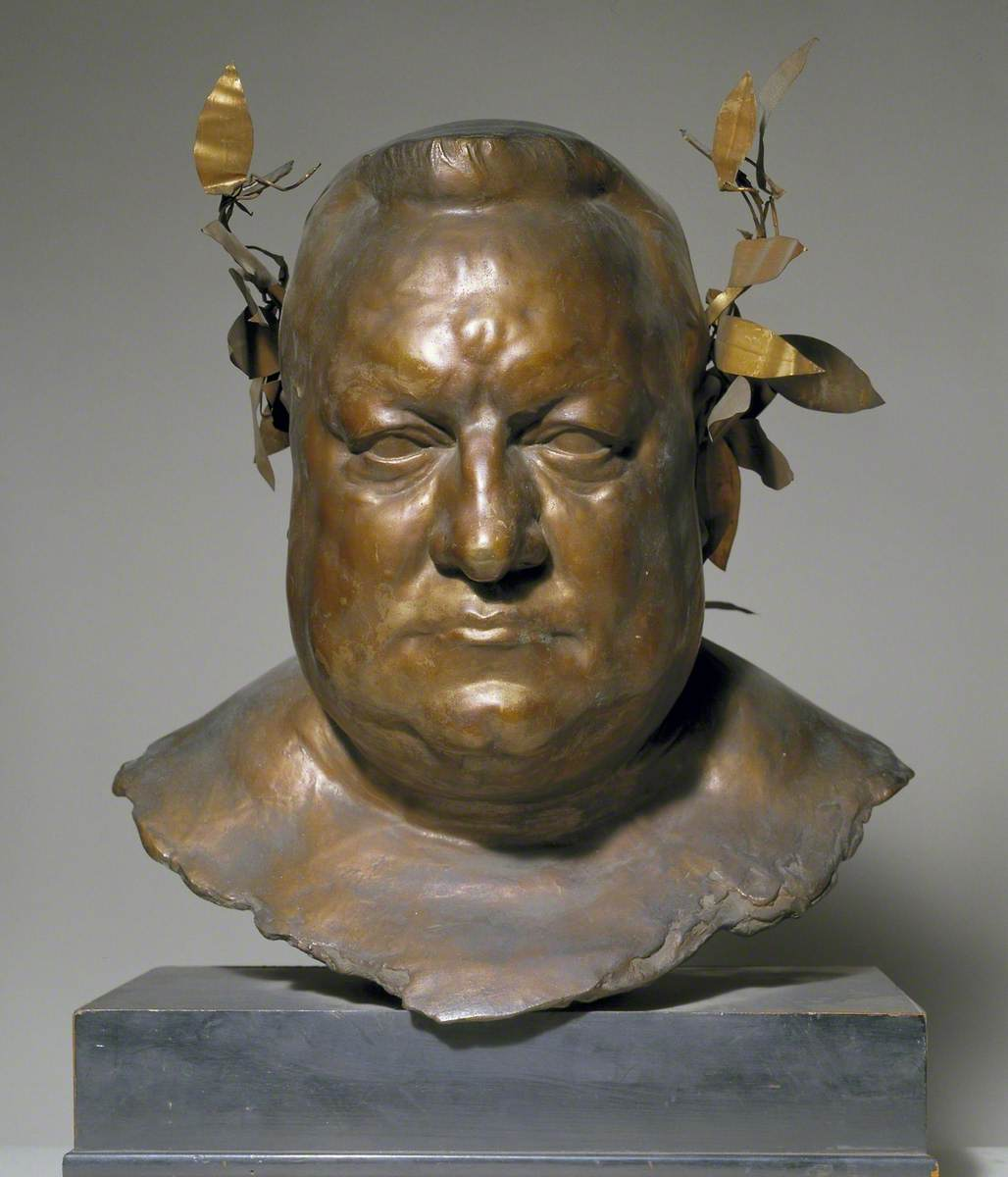
Imperator (Bronze) von James Alexander Stevenson. Tate Gallery

James Alexander Stevenson (* 18. Oktober 1881 in Chester, Cheshire, England; † 5. Oktober 1937 im Brompton Hospital, London) war ein britischer Bildhauer und Medailleur, der unter dem Pseudonym „Myranda“ arbeitete. Er spezialisierte sich auf figürliche Skulptur und Medaillenkunst. Er schuf Porträts, Gedenktafeln und Architekturplastiken im klassisch-naturalistischen Stil.

## Leben und Werk
Er war der Sohn eines schottischen Schmieds. Im Jahr 1900 erhielt er ein Stipendium am Royal College of Art in London, wo er bis 1903 bei Édouard Lantéri studierte. Von 1906 bis 1909 setzte er seine Ausbildung an den Royal Academy Schools fort. Zwischen 1911 und 1914 war er Modelliermeister am Regent Street Polytechnic. Er lebte und wirkte in London, wo er an zahlreichen Ausstellungen teilnahm, unter anderem an denen der Royal Academy, der International Society of Sculptors, Painters and Gravers sowie der Walker Art Gallery in Liverpool, des Royal Glasgow Institute und der Royal Scottish Academy. Er entwarf unter anderem die Statue von Sir John Everett Millais an der Fassade des Victoria & Albert Museums.